# Айсмавурк

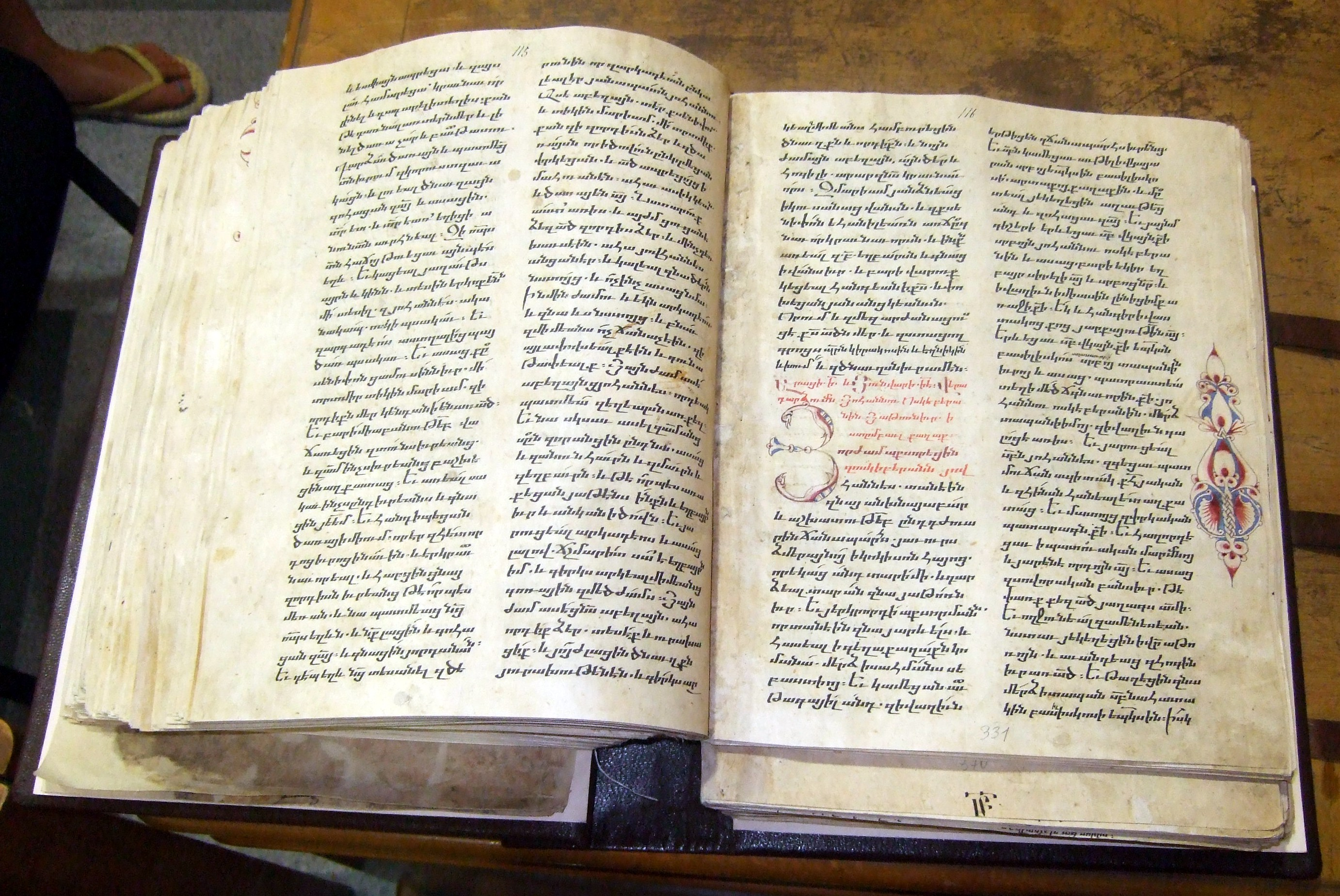
«Айсмавурк» в Матенадарані

Айсмавурк (арм. Հայսմավուրք, давньовірм. Յայսմաւուրք) — середньовічна вірменська збірка християнських свят, житій і мучеництв святих, написана в хронологічному порядку. Аналог грецького Синаксаря та слов'янського Пролога. Назва походить від давньовірменських коренів «айсм» (յայսմ, цей), «авур» (աւուր, день) і закінчення множини «к». Така назва закріпилася в XIII столітті і пов'язана з тим, що розділи для відповідних календарних днів починаються словами «Айсм авур…» (В цей день). Потім перелічуються відзначувані в цей день свята і наводяться житія і мучеництва святих, призначені для читання в церкві у цей день. Ці біографічні твори мають також важливе історичне значення.

## Історія
Хоча вірменська агіографічна традиція бере початок з V століття, перші збірки таких творів з'явилися дещо пізніше. Історична традиція пов'язує початок утворення «Айсмавурка» з іменем Соломона Макенаці, який 747 році склав святкові Мінеї. У IX столітті лікар Ованес перекладає з грецької ряд мучеництв. 897 року настоятель монастиря св. Атома Гагік вардапет та ієрей Григір переклав низку мучеництв з сирійської мови та склав агіографічну збірку «Атомагир» (вірм. Ատոմագիր, лист Атома), якою користувалися у щоденних церковних читаннях. 1001 року Атом Варагеці, єпископ гавару Андзевацік, упорядкував і доповнив цю збірку. «Атомагир» вважається прототипом «Айсмавурка», відомий також під назвою «Хоромадир» (вірм. Հոռոմադիր, римський порядок), оскільки хронологічний порядок свят складено за римським календарем. Переклад грецького Синаксарія католикосом Овсепом Костанднуполсеці 991 року також значно сприяв подальшому розвитку «Айсмавурка». Католикос Овсеп однак додав до грецького перекладу тільки житія Григора Просвітителя, св. Ріпсіме і св. Гаяне. Особливо важливою була збірка мучеництв, складена католикосом Григором Мартиролюбом (1066—1105) в кінці XI століття, яка, після деяких змін, стала основою для подальших редакцій «Айсмавурків». Перші повноцінні «Айсмавурки» з'являються в XIII столітті, на основі вже існуючих агіографічних творів і зборів. Сучасні дослідники відзначають чотири основні редакції.

## Редакції

#### Тер-Ісраел Хаченці
1249 року єпископ Хачена Тер-Ісраел на замовлення Ванакан Вардапета і князя Гасан-Джалала Доли пише перший «Айсмавурк». Перш за все він уточнює біографічні дати святих зі збірки Григора Мартиролюба і включає ці житія до перекладеного Овсепом Костанднуполсеці грецького Синаксаря. Тер-Ісраел пише дати згідно з римським календарем, починаючи виклад з 1 січня (житієм Василія Кесарійського), однак у порядку відзначення свят перевагу надає вірменським святам. До книги вже було включено «Житія Бориса і Гліба». Незважаючи на те, що Тер-Ісраел Хаченці не написав жодної оповіді, він по праву вважається автором першого «Айсмавурка», який, крім зрозумілої ритуальної функції, мав велике дидактичне та історико-художнє значення. Назва «Айсмавурк» також належить авторству Тер-Ісраела.

#### Кіракос Гандзакеці
Вже 1252 року Кіракос Гандзакеці додає до «Айсмавурка» Ісраела Хаченці 112 агіографічних творів і приводить книгу до відповідності з вірменським календарем, слідуючи за Григором Мартиролюбом. Виклад починається з 11 серпня, святом Івана Хрестителя. Завдяки відповідності вірменському календарю, редакція Гандзакеці здобула значну популярність. 1269 року в Сисі Гандзакеці поповнює своє зібрання ще 170 житіями. «Айсмавурк» Кіракоса Гандзакеці був деякий час помилково приписаний автору XIV століття Кіракосу Єрзнкаці. У XIV—XV століттях в Криму було написано кілька редакцій «Айсмавурка», що сходять до тексту Гандзакеці.

#### Григор Анаварзеці
Католикос Григор Анаварзеці (1293—1305), як прихильник зближення вірменської та католицької церков, приводить «Айсмавурк» Ісраела Хаченці у відповідність з католицьким календарем. На прохання прозахідно настроєного короля Хетума II стверджує свято «Всіх святих» 1 листопада, як у католиків, і навіть переносить дати основних християнських свят (зокрема й Різдво було перенесено з 6 січня на 25 грудня). У порядку згадування церковних свят також перевага надається католицькій традиції. «Айсмавурк» Григора Анаварзеці було опубліковано 1834 року. Спочатку це видання помилково приписували Ісраелу Хаченці.

#### Григор Хлатеці
Текст Григора Хлатеці Церенца значно відрізняється від попередніх редакцій своїм обсягом і наявністю багатого історичного і географічного матеріалу. В ньому широко висвітлено вірменські народні традиції, побут і звичаї простих людей, наведено також народні етимології багатьох топонімів і особистих імен. Заснований на «Айсмавурці» Кіракоса Гандзакеці, він містить понад 700 житій і мучеництв. Хлатеці не тільки зібрав практично всі написані в минулому агіографічні твори, але й доповнив їх, а також написав багато власних праць. Він радив майбутнім книжникам доповнювати твір біографіями мучеників свого часу. На відміну від інших авторів «Айсмавурка», у Хлатеці житія носять більше біографічний, ніж риторичний характер. Якщо в інших «Айсмавурках» всі герої — визнані церквою святі, то у Хлатеці, крім загальноприйнятих, зустрічаються й вихідці з народу, прості смертні, народні герої. Написаний розмовною, доступною для народу мовою.

## Видання
На початку XVIII століття в друкарні відомого гравіювальника і видавця Григора Марзванеці в Константинополі було видано дві великі редакції «Айсмавурка» (1706 р., 951 стор. і 1730 р., 731 стор.). Книги відрізняються високоякісними гравюрами, виконаними особисто видавцем.

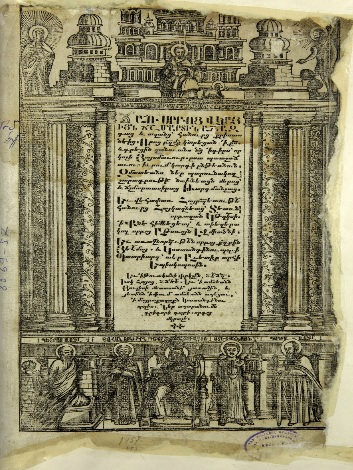
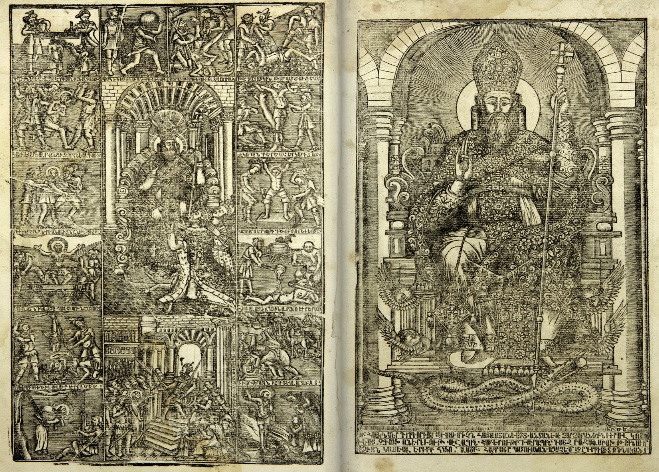
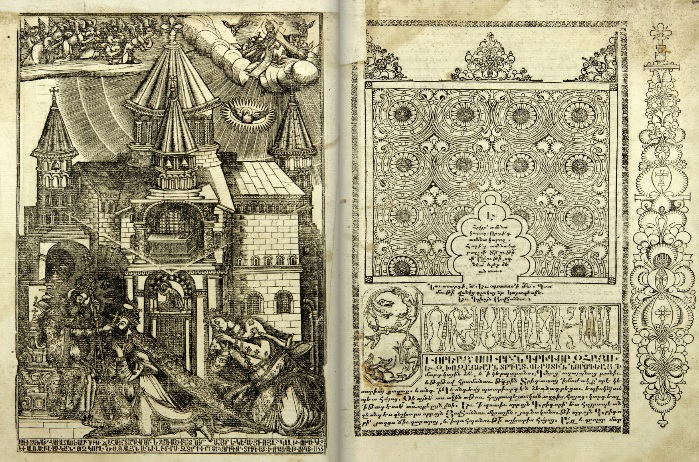
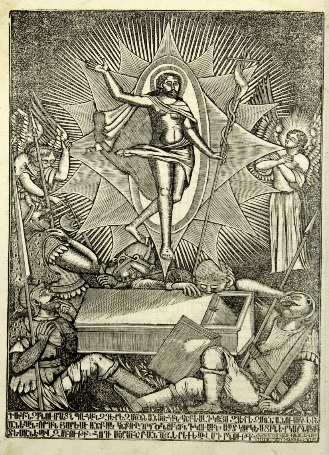
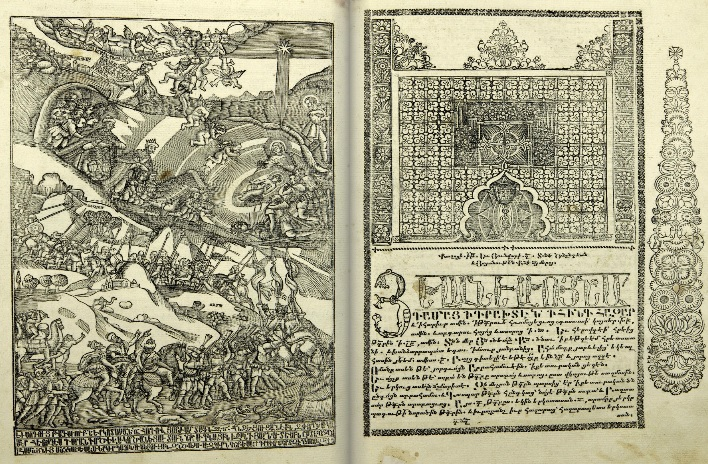
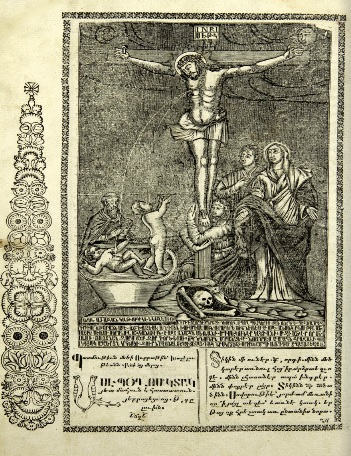
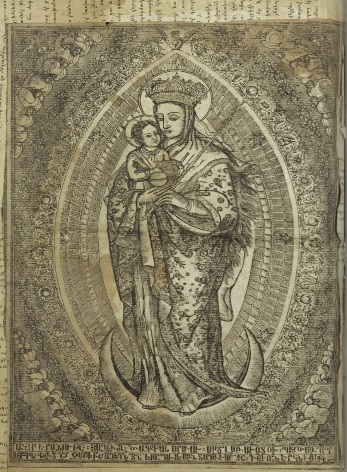

У 2008—2011 роках, за фінансової підтримки благодійника Саргіса Петояна, видавничий відділ св. Ечміадзина опублікував «Айсмавурк» у 12 томах, відповідно до місяців року.